# Кот-рыболов (мультфильм)
«Кот-рыболо́в» — рисованный мультфильм 1964 года по сценарию Владимира Сутеева. Фильм поставил режиссёр Владимир Полковников, его герои — лесные звери, наделённые яркими человеческими характерами.

## Сюжет
Однажды Кот пошёл на рыбалку. По пути ему встретились сначала Лиса — ей приелись куры да утки, и у неё «душа рыбки просит», потом Волк, которому надоели жирные козлы да бараны, потянуло на «постненькое», а затем Медведь — и ему тоже не терпелось поесть рыбы, так как ему надоели быки и коровы. Каждый сослался на какие-то причины, мешающие самостоятельно заняться рыбной ловлей: Лиса, к примеру, призналась, что червяков боится, Волк — что у него времени совсем нет, а Медведь — что у него болит спина, и возможна простуда. Каждому из зверей Кот пообещал дать по рыбке из своего улова: первую — Лисе, вторую — Волку, а Медведь согласился на третью, но только чтоб она была самая большая.
Когда звери дошли вчетвером до реки, Кот забросил удочку, а остальные (Лиса, Волк и Медведь) уселись на берегу в ожидании, когда же он поймает по одной рыбке для каждого из них, чтобы Лиса сварила ушицу, Волк поджарил свою рыбку на сковородке, а Медведь съел сырую рыбу. Наконец, когда клюнула первая рыбка, Лиса поспешно завопила: «Тащи мою рыбку!». Кот-рыболов, испугавшись, дёрнул за удилище раньше времени — и добыча сорвалась с крючка. Волк решил быть умнее торопыги-Лисы — при новой поклёвке он скомандовал Коту: «Не дёргай, дай ей покрепче зацепиться!.. Теперь тащи!». В итоге рыбка успела съесть червяка и смылась, оставив пустой крючок. А третья — самая большая, которую «заказывал» Медведь, — попалась, так как Медведь велел Лисе и Волку сидеть тихо, пригрозив сделать больно, если они спугнут «его» рыбу, но из-за своих недостаточных сил Кот никак не мог подсечь её. К тому же, Лиса и Волк заявили на рыбу свои «права», так как, по словам Лисы, Медведю «повезло», а она и Волк остались ни с чем. Все трое бросились в реку и учинили потасовку из-за рыбины, а Кот, махнув на драчунов лапкой, смотал удочки и ушёл искать другое место.
Лиса, Волк и Медведь, упустив рыбу, выбрались из воды и, мокрые, удручённые, обескураженные, поплелись по берегу. Вскоре они увидели Кота уже с солидным уловом; на их глазах тот поймал очередную рыбку. Троица вновь принялась выпрашивать по одной рыбке, но Кот им отказал: «Ваши рыбки клевали, да вы их поймать не дали. Вот теперь сами её и ловите — большую и маленькую». Зверям стало стыдно, и они, отведя глаза, уныло опустили головы.

## Роли озвучивали
- Евгений Леонов — Кот
- Ольга Аросева — Лиса
- Эраст Гарин — Волк
- Анатолий Папанов — Медведь

## Создатели
- Автор сценария: Владимир Сутеев
- Режиссёр: Владимир Полковников
- Художник-постановщик: Натан Лернер
- Композитор: Юрий Левитин
- Оператор: Михаил Друян
- Звукооператор: Борис Фильчиков
- Художники-мультипликаторы: Леонид Каюков, Антонина Алёшина, Анатолий Петров, Юрий Бутырин, Валентин Кушнерёв, Константин Чикин, Дмитрий Анпилов, Владимир Крумин